# Lucien Wercollier
Lucien Wercollier (Ciutat de Luxemburg, 26 de juliol de 1908 - Ciutat de Luxemburg, 24 d'abril de 2002) fou un escultor luxemburguès. Les seves primeres escultures van ser figuratives, va passar gradualment entre 1952 a 1955 a l'escultura abstracta, un camí artístic del qual ha reconegut la influència de Constantin Brancusi i de Jean Arp.
Encara que va treballar principalment en bronze i marbre, alguns dels seus treballs estan esculpits en fusta, alabastre, pedra i ònix. Els seus monuments públics en bronze i marbre són de particular importància, les seves obres es poden trobar en llocs públics i museus de Bèlgica, França, Alemanya, Israel, Luxemburg, Suïssa i els Estats Units.

## Orígens
El seu pare Jean-Baptiste Wercollier, va ser un escultor i professor d'educació artística. El seu oncle, Jean-Pierre Koenig, va ser un arquitecte molt conegut a Luxemburg, per tant, Lucien Wercollier va créixer en un ambient familiar on sovint es parlava d'art i arquitectura. De 1924 a 1927 va estudiar en l'Escola d'oficis artístics de l'Estat de Luxemburg -a partir de 1979 l'Escola Secundària Tècnica d'Arts i Oficis- on va aprendre a la classe del seu pare la talla de fusta i de pedra.
Va assistir a l'Acadèmia Reial de Belles Arts de Brussel·les (1927 a 1931) i l'École Nationale Supérieure des Beaux-Arts a París (1931 a 1933). A París, va assistir a cursos de l'escultor Henri Bouchard, on es va fer amistat amb l'escultor Claude Bouscau, amb qui va tenir l'oportunitat de treballar amb ell el 1950. Va assistir a l'Académie Colarossi, mentre que l'aprenentatge de dibuix ho va fer en classes nocturnes en una escola de Montparnasse. També a París, va conèixer l'escultor Auguste Trémont, el seu compatriota, amb qui va treballar breument el 1937.

## Anys de guerra (1940 - 45)
Durant l'ocupació alemanya de Luxemburg a la Segona Guerra Mundial, Wercollier es va negar a afiliar-se a la Reichskulturkammer, l'organització nazi que apuntava cap a la direcció política i ideològica en l'activitat artística amb l'«esperit ari». Aquesta negativa li va fer perdre el dret de presentar les seves obres en públic. Quan ell va participar en la vaga general de l'1 de setembre de 1942 contra el reclutament forçat de luxemburguesos a l'exèrcit alemany, va ser detingut i empresonat per primera vegada a l'abadia de Neumünster al barri Grund de la ciutat de Luxemburg (del 4 al 19 de setembre) i transferit als camps de concentració d'Hinzert, aleshores Lublin. El 1943 es va unir amb la seva esposa i els seus dos fills petits al camp de deportació de Silèsia. Al juny de 1945, després de l'alliberament, Wervollier va tornar junt amb la seva família a Luxemburg, on va fer de professor en l'Escola d'Oficis Artesans fins a l'any 1965. Va ser un dels membres fundadors d'Iconomaques, un grup d'artistes de Luxemburg desitjosos de promoure l'art abstracte.

## Obra

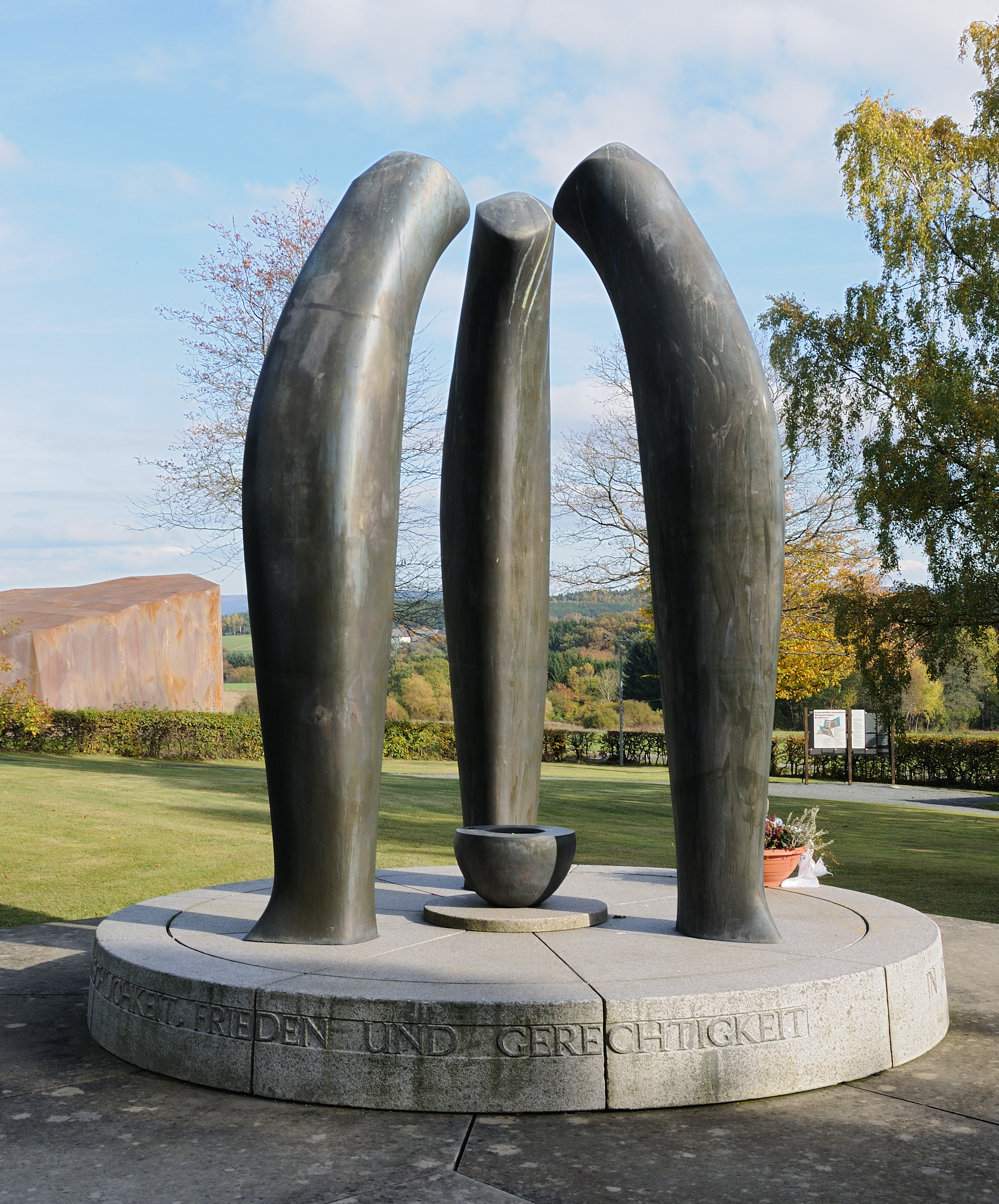
Monument en bronze al antic camp de concentració de Hinzert.

Les seves obres més conegudes són El presoner polític, una còpia de la qual es mostra a l'exposició dedicada a Lucien Wercollier del Centre Cultural de l'abadia de Neumünster -Grund, als locals de l'antiga presó on l'artista va ser empresonat al setembre de 1942- i una de bronze monumental està situada en el cementiri de l'antic camp de concentració d'Hinzert. També ha exposat el seu treball al Museu Nacional de la Resistència.
Altres escultures monumentals de bronze o marbre, es van construir per a les places i parcs públics a Luxemburg. Interpenetració de bronze es troba davant del Palau d'Europa a Estrasburg. Aquesta escultura va ser també representada al segell de 8 francs de Luxemburg el 1974.
Una altra obra destacable és la seva escultura Altius - un homenatge a l'esport del salt amb perxa - exposada al jardí d'escultures olímpiques al Museu Olímpic de Lausana, a Suïssa.
Una altra escultura coneguda és el monument de marbre Wave, està situada a l'Hospital Neuro Psiquiàtric d'Ettelbruck a Luxemburg.
Quan les nacions del món sencer han ofert obres d'art per a l'exposició al Centre John F. Kennedy per a les Arts Escèniques a Washington DC, el govern de Luxemburg va donar en Escultura en marbre rosa de Wercollier per honrar a John F. Kennedy.